# والری دیدنکو
والری دیدنکو (انگلیسی: Valeri Didenko؛ زادهٔ ۴ مارس ۱۹۴۶) قایقران کانو اهل اتحاد جماهیر شوروی سوسیالیستی بود.